# Josefa Iloilo
Ratu Josefa Iloilo ou Josefa Iloilovatu Uluivuda, né le 29 décembre 1920 à Vuda (Fidji) et mort le 6 février 2011, est un homme d'État. Il fut président de la république des îles Fidji de juillet 2000 à juillet 2009. Il porte le titre traditionnel de Tui Vuda (chef suprême) du district de Vuda (province de Ba).

## Biographie
Après avoir été vice-président sous Ratu Sir Kamisese Mara, il fut président de la République de juillet 2000 à août 2009, avec une interruption de décembre 2006 à janvier 2007.
Il est élu président pour un premier mandat le 13 mars 2001.
Le 5 décembre 2006, le contre-amiral Josaia Voreqe Bainimarama, commandant des forces militaires fidjiennes, prend le pouvoir à la suite d'un coup d'État. Il rend ses pouvoirs à Iloilo le 4 janvier 2007 lequel, dans la foulée, nomme Bainimarama Premier ministre.
Le 9 avril 2009, la Cour d'appel juge que le gouvernement « de transition » dirigé par Bainimarama est illicite (un tribunal de moindre rang avait reconnu la légitimité de ce gouvernement en octobre 2008, arguant que le président Iloilovatu avait usé de manière légitime de ses pouvoirs constitutionnels en nommant Bainimarama en temps de crise). Le Premier ministre démissionne immédiatement,. Le 10 avril, le président Iloilovatu décrète qu'il prend les pleins pouvoirs, qu'il abroge la Constitution et qu'il démet tous les juges de leurs fonctions. Le lendemain, il nomme Bainimarama Premier ministre à nouveau, avec un mandat de cinq ans pour mener une réforme du système électoral — censée mettre fin aux politiques fondées sur les distinctions « raciales » — et organiser des élections démocratiques pour 2014 au plus tard. Les médias sont dorénavant censurés par l'armée.
Le 28 juillet 2009, le président Iloilo annonce qu'il quittera ses fonctions le 30 pour prendre sa retraite. Il est remplacé par le vice-président de la République, Ratu Epeli Nailatikau, à titre intérimaire. Iloilo est alors le chef d'État le plus âgé au monde, à 88 ans.
Il meurt le 6 février 2011 dans un hôpital à Suva.